# Réserve naturelle régionale de la basse vallée de la Savoureuse
La réserve naturelle régionale de la basse vallée de la Savoureuse (RNR155) est une réserve naturelle régionale située en Bourgogne-Franche-Comté. Classée en 2008, elle occupe une surface de 41,87 hectares et protège une partie du lit majeur de la Savoureuse entre Belfort et Montbéliard.

## Localisation

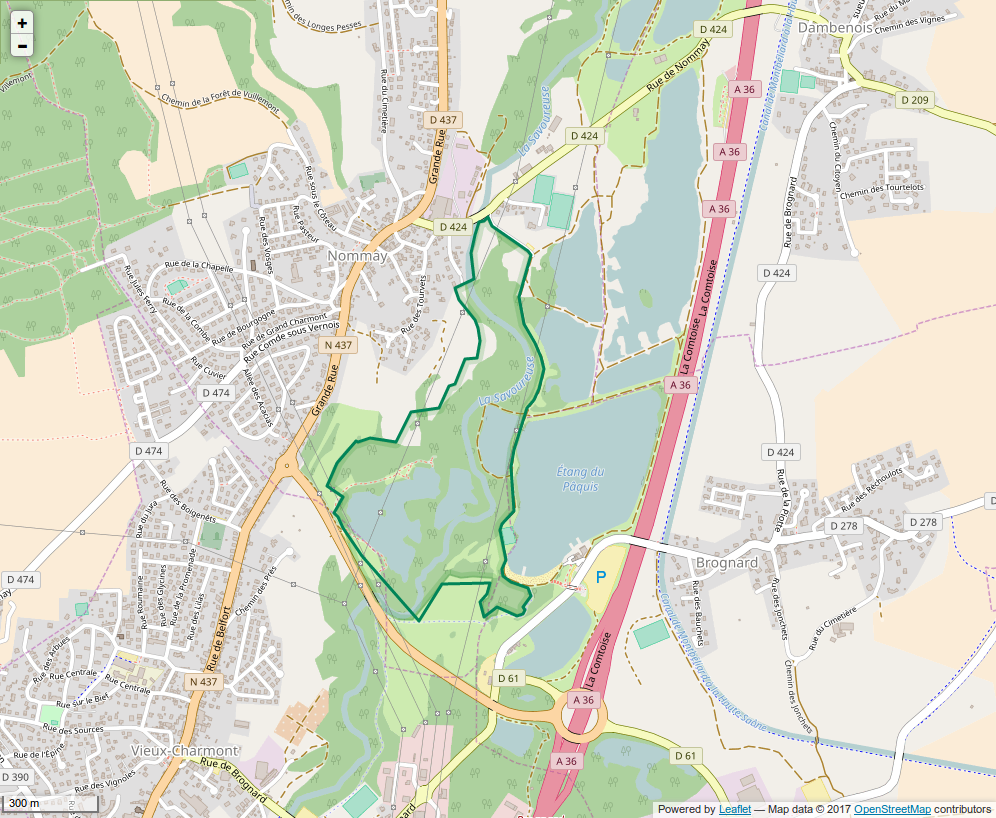
Périmètre de la réserve naturelle.

Le territoire de la réserve naturelle est dans le département du Doubs, sur les communes de Brognard, Nommay et Vieux-Charmont et à quelques kilomètres au nord de Montbéliard. Séparé de l'autoroute A36 par une zone de gravières abritant une base nautique, il suit le cours de la Savoureuse sur environ 1,2 km et à une altitude d'environ 330 m.

## Histoire du site et de la réserve
Les environs du site ont été utilisés depuis plusieurs décennies pour l'extraction de sable et de gravier. La Communauté d'agglomération du Pays de Montbéliard a acquis ces terrains dans les années 1970 et 1980 dans le but de créer une base de loisirs. À la suite d'interventions d'associations de protection de la nature en 1987, elle a engagé un classement en réserve naturelle volontaire qui a abouti en 2000.

## Écologie (biodiversité, intérêt écopaysager…)

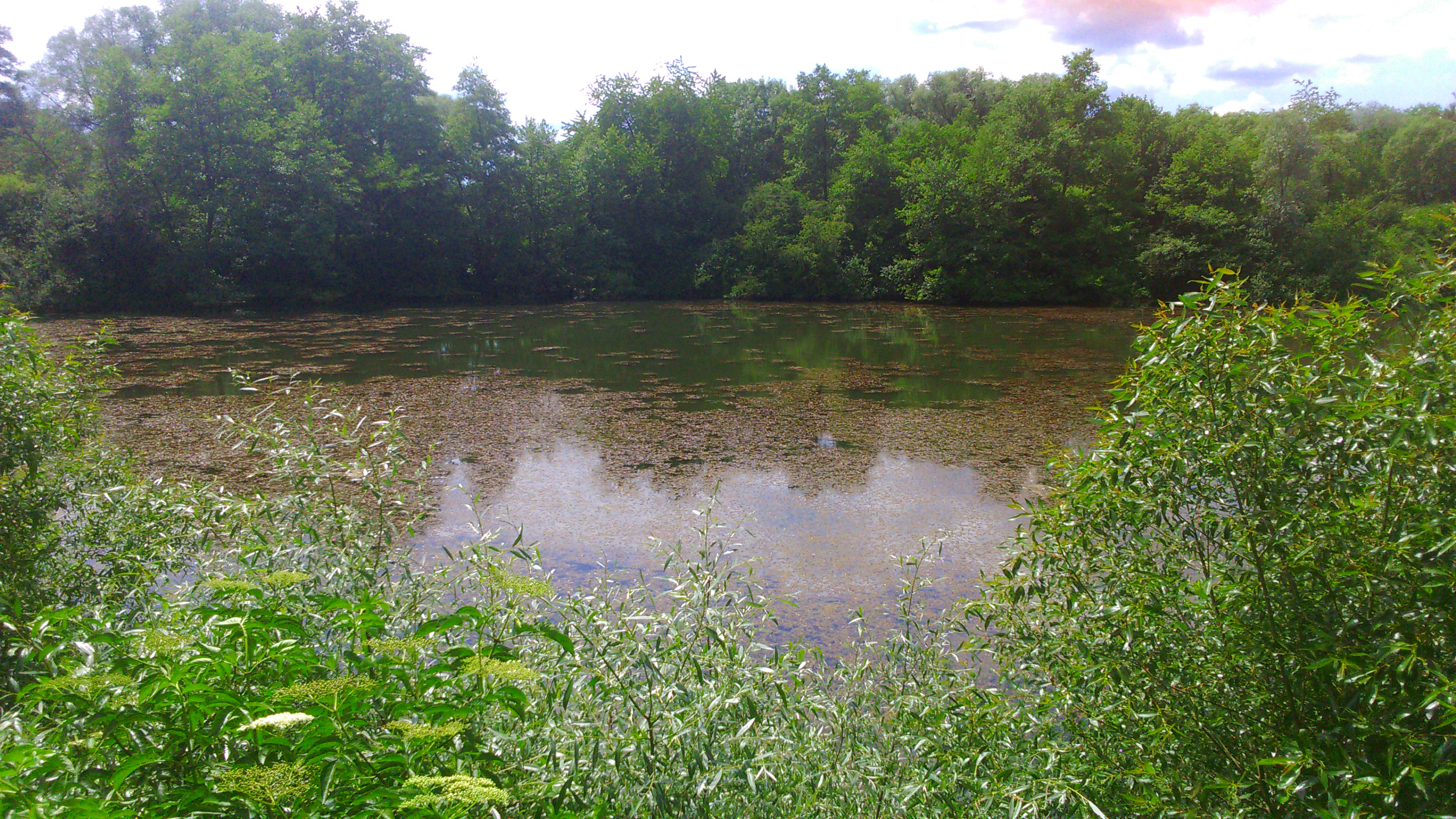
Vue de l'observatoire.

Le site se trouve à l'interface entre les plateaux de Haute-Saône et le massif calcaire du Jura. Le sous-sol, imperméable, est constitué de marnes qui sont recouvertes par des alluvions siliceuses issues des Vosges et apportées par la rivière. On trouve sur la réserve naturelle des milieux variés caractéristiques des écosystèmes alluviaux avec également des zones restées sous l'influence des crues : falaises, plages de graviers, embâcles, etc. Les milieux plus éloignés de la rivière forment des prairies humides que le gestionnaire entretient en pratiquant une fauche tardive. On dénombre 8 habitats d'intérêt européen dont 2 prioritaires (Saulaie blanche et Aulnaie-Frênaie à stellaire des bois).

### Flore
Le climat continental (en moyenne, 83 jours de gelée par an) se reflète dans les espèces présentes sur le site. On y rencontre 256 espèces végétales dont l'Orme de montagne, le Trèfle strié, protégé en Franche-Comté, le Pâturin des marais ou la Cotonnière d'Allemagne. On compte sur le site plus de 100 espèces de champignons.

### Faune
De nombreuses espèces profitent de la diversité des milieux. L'avifaune compte 35 espèces nicheuses dont le Pic cendré, le Milan noir, le Phragmite des joncs, le Torcol fourmilier, le Martin pêcheur et la Pie-grièche écorcheur. Pour les reptiles, on note la présence de l'Orvet, du Lézard agile, du Lézard vivipare, de la Couleuvre à collier et de la Tortue de Floride. Les amphibiens sont représentés par le Triton palmé, le Crapaud commun, la Grenouille rieuse et la Grenouille rousse.
On compte 49 espèces de papillons sur le site dont le Cuivré des marais et 34 espèces d’odonates dont la Libellule fauve et le Sympétrum du Piémont.

## Intérêt touristique et pédagogique

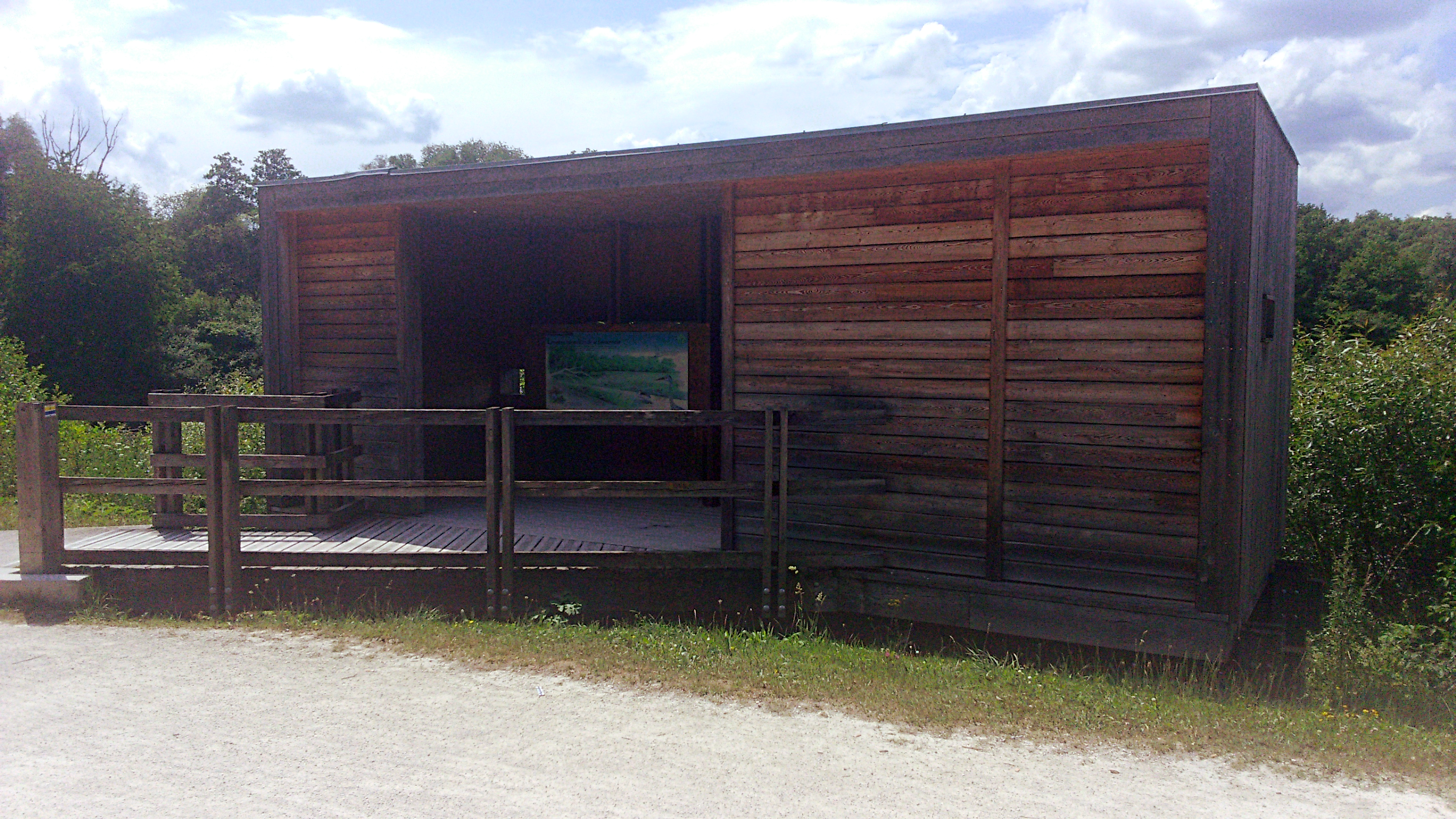
Observatoire en bordure de réserve.

L'accès du public est autorisé dans la limite de la réglementation. Un sentier pédagogique est en place sur le chemin de digue ainsi qu'un belvédère surplombant la rypisylve et un observatoire sur la gravière des Longeraies.

## Administration, plan de gestion, règlement
La réserve naturelle est gérée par la Communauté d'agglomération du Pays de Montbéliard. Le plan de gestion 2012-2016 est en cours.

### Outils et statut juridique
La réserve naturelle a été créée par une délibération du 26 juin 2008 pour une durée de 10 ans reconductible.
Le site fait également partie de la ZNIEFF de type I no 0000-0499 « Basse Vallée de la Savoureuse ».